# Elaeocarpus hayatae
Elaeocarpus hayatae là một loài thực vật có hoa trong họ Côm. Loài này được Kaneh. & Sasaki mô tả khoa học đầu tiên năm 1934.